# اسماعیل‌آباد (زرندیه)
اسماعیل‌آباد روستایی در دهستان حکیم‌آباد بخش مرکزی شهرستان زرندیه استان مرکزی ایران است.

## جمعیت
بر پایه سرشماری عمومی نفوس و مسکن در سال ۱۳۹۵ جمعیت این روستا ۱۲۸ نفر (۴۰خانوار) بوده‌است.